# Eduard Jan Dijksterhuis
Eduard Jan Dijksterhuis   (Tilburg, 28 d'octubre de 1892 - De Bilt, 18 de maig de 1965) fou un historiador de la ciència neerlandès.

## Carrera
Va estudiar matemàtiques a la Universitat de Groningen de 1911 a 1918 in va presentar la seva tesi doctoral amb el títol de "Una Contribució al Coneixement del Pla Helicoide." De 1916 a 1953 fou professor de secundària i va ensenyar matemàtiquess, física i cosmografia al institut de Tilburg. Va escriure sobre Arquimedes entre finals dels 1930s i principis dels 1940s. Va defensar canvis en la forma d'ensenyar les matemàtiques per reforçar les característiques formals de la disciplina. El 1950, va ser escollit a membre de la Reial Acadèmia d'Arts i Ciències dels Països Baixos. El 1953, va ser nomenat professor d'història de les matemàtiques i de la ciència a la Universitat d'Utrecht i el 1955 a la Universitat de Leiden. El 1962 li va ser atorgada la medalla Sarton de la Societat d'Història de la Ciència.